# 斯科托尼峰

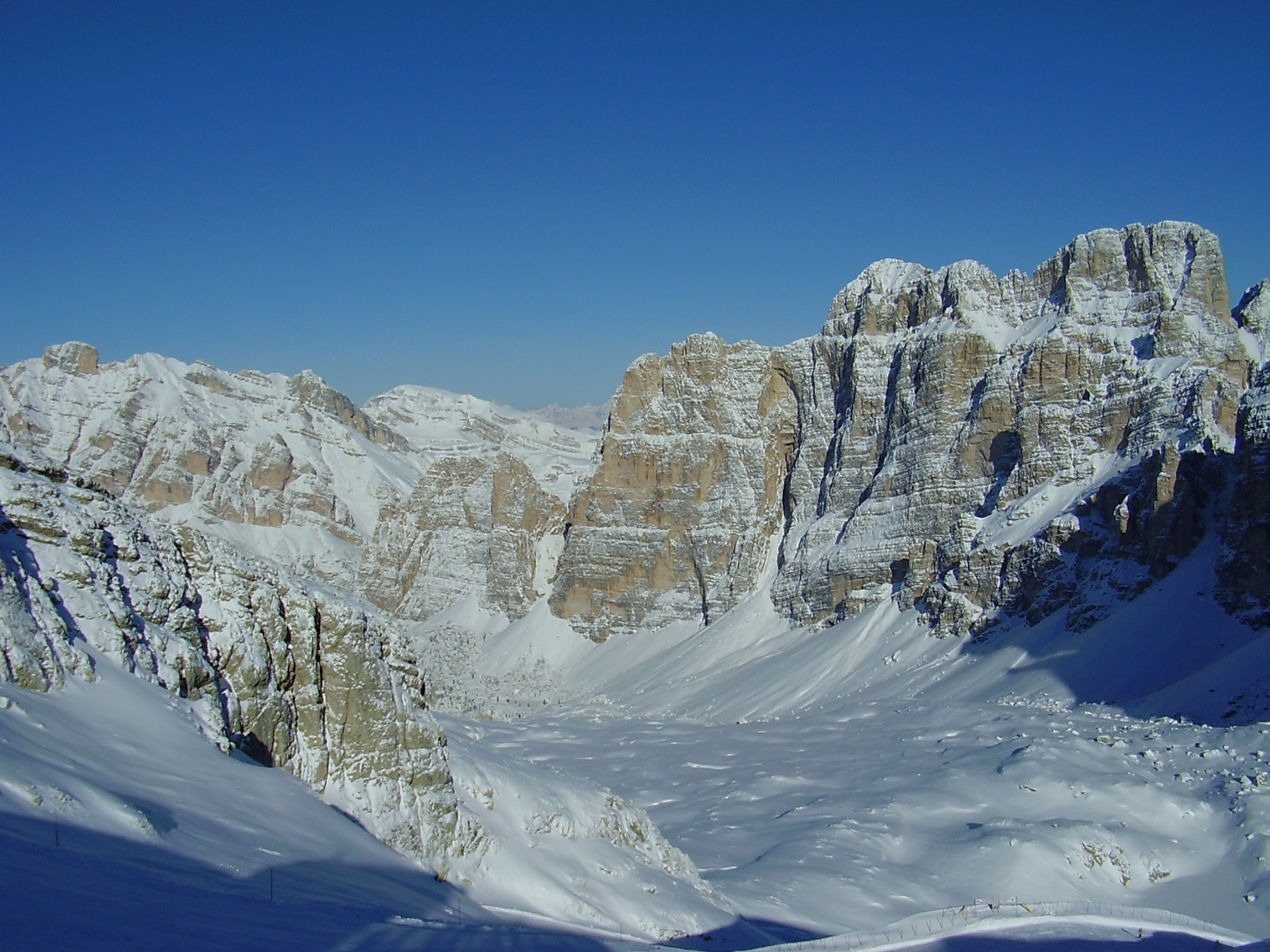

46°33′14″N 12°00′36″E / 46.553962°N 12.010117°E
斯科托尼峰（義大利語：Cima Scotoni），是意大利的山峰，位於該國東北部，由博爾扎諾-南蒂羅爾自治省負責管轄，屬於法內斯山脈的一部分，海拔高度2,874米。